# Galidictis
Galidictis е род от подсемейство Galidiinae на семейство Мадагаскарски мангустоподобни (Eupleridae): група хищници, които са ендемични за Мадагаскар.

## Класификация
Родът включва следните два вида и два подвида:
- Широкоивичест мунго (Galidictis fasciata)
  - Galidictis fasciata fasciata
  - Galidictis fasciata striatus
- Мунго на Грандидие (Galidictis grandidieri)